# ハンス・フリッチェ
アウグスト・フランツ・アントン・ハンス・フリッチェ（August Franz Anton Hans Fritzsche、1900年4月21日 - 1953年9月27日）は、ドイツのジャーナリスト、ドイツ政府の国民啓蒙・宣伝省の幹部。
ナチ党政権下でゲッベルス率いる国民啓蒙・宣伝省の新聞局長、ラジオ放送局長を務めた。戦後、ニュルンベルク裁判の被告人の一人となったが、無罪判決を受ける。

## 略歴

### ラジオ・ジャーナリスト
ルール地方のボーフム出身。第一次世界大戦に従軍後、保守派の政治家でメディアの支配者だったアルフレート・フーゲンベルクの下でジャーナリストとして働く。国粋主義者で反ユダヤ主義者だったフリッチェは、同時期にドイツ国家人民党に入党した。
当時新たなメディアとして勃興しつつあったラジオの普及に関わり、1932年9月には内務省の影響下にあるAG放送局の責任者に就任した。翌年5月1日にナチスへ入党した（党員番号：2637,146）。
ヒトラー政権成立後にはヨーゼフ・ゲッベルス率いる宣伝省の新聞局長となるとともにラジオ番組でも活躍し、ナチス政権下で言論統制・報道管制の指揮を取り続けた。一時、ゲッベルスと意見の相違をきたして宣伝省から離れ、志願兵として東部戦線に出征したが、ゲッベルスに呼び戻されて宣伝省のラジオ放送局長に就任する。ゲッベルスはフリッチェを信頼するとともにその手腕を高く評価しており、フリッチェが述べる耳の痛い直言にも真摯に耳を傾けていたと言う。
戦争の末期には、耐乏のスローガンを広めていた。1942年11月には宣伝省の放送部門の責任者になり大ドイツ放送（Großdeutscher Rundfunk）の政治部局長に就任した。
1945年、ベルリンの戦いにより戦場となったベルリンに留まり、ほぼ廃墟と化した宣伝省において最後まで職務を遂行し続けた。5月2日、ヒトラーとゲッベルスの自殺の報を受け、ベルリンに侵攻した赤軍に「降伏交渉を行なう」との名目で単身投降、捕虜となる。一時、モスクワへ送還され、最初は地下室に監禁され、ルビャンカの収容所に入れられ尋問を受けた。到着後すぐに金歯3本を抜かれ、「立ったままの棺桶」と呼ばれる0.28平方メートルの寝ることもできない独房に閉じ込め、パンとお湯の食事にさせられた。最終的に彼は自白書に署名した後、ニュルンベルクへ移された。

### ニュルンベルク裁判

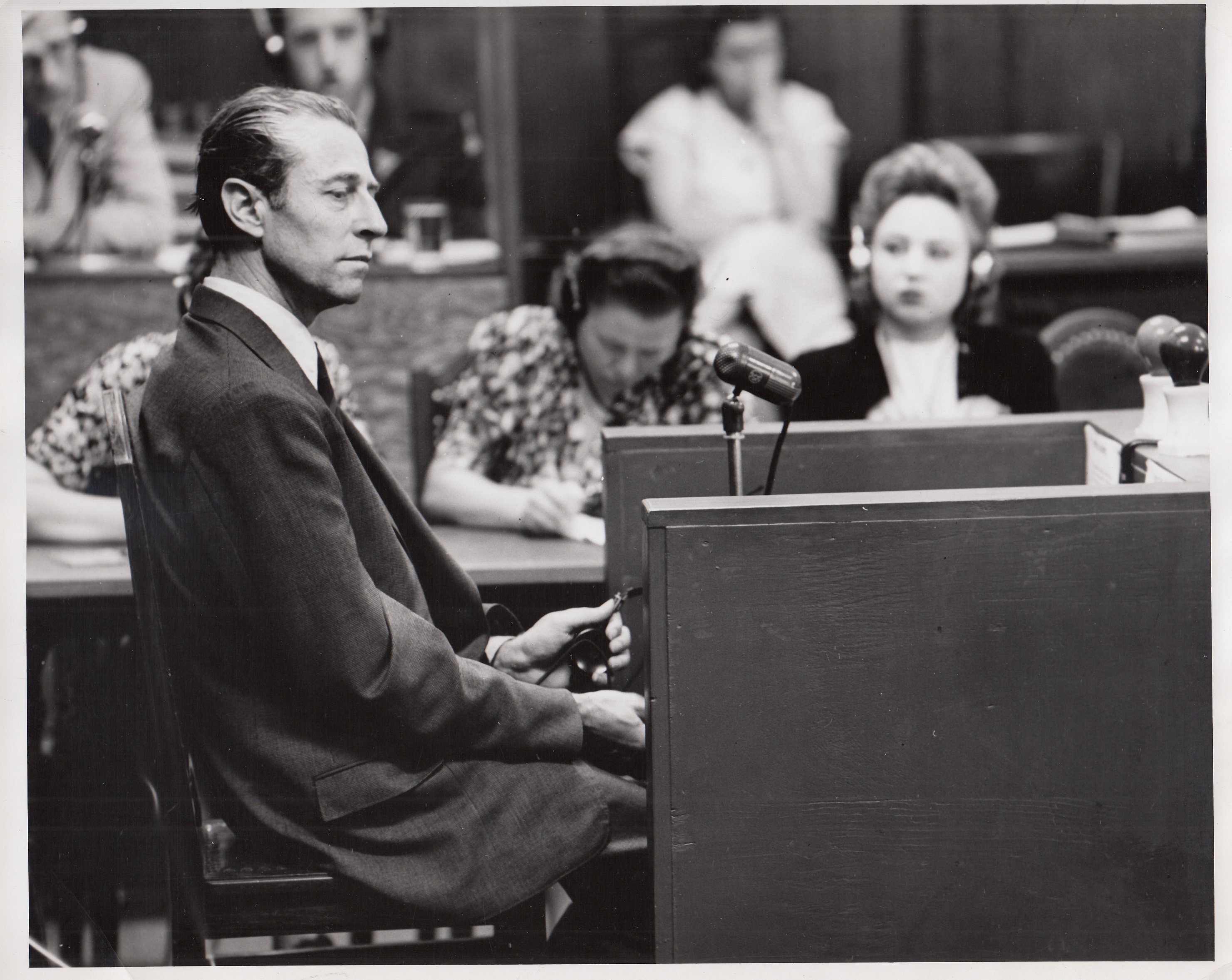
ニュルンベルク裁判のフリッチェ。

彼はナチ体制の大物と呼べるような存在ではなかったが、彼がソ連軍の手に落ちた数少ない政府幹部であったこともあり、ソ連の主張によってニュルンベルク裁判に戦犯として起訴されることになった。フリッチェの上司でありナチス・ドイツの最高幹部のひとりであった宣伝大臣ゲッベルスはすでに自殺していて起訴が不可能となっており、フリッチェの起訴はゲッベルスの「身代わり」としての意味合いをおびていた。結局、フリッチェはソ連の面子のために先に起訴されることが決定し、それから起訴に見合う証拠がかき集められたという、本来の手順と逆の被告だった。彼が戦争犯罪、とくにユダヤ人虐殺を「支持し、奨励し、煽動した」ことを証明する証拠のかき集めが行われた。そしてフリッチェは第1起訴事項「侵略戦争の共同謀議」、第3起訴事項「戦争犯罪」、第4起訴事項「人道に対する罪」の3つの訴因で起訴された。
裁判中、ユリウス・シュトライヒャーから「同じジャーナリスト仲間じゃないか」と言われたが、フリッチェはシュトライヒャーを嫌い、「あんたのキチガイじみた反ユダヤ新聞が国外のメディアに引用されたせいで、俺は恥ずかしいと思ったぐらいだ」と言って突っぱねた。これに激怒したシュトライヒャーはフリッチェに唾を吐き、殴り合いになった。
ソ連判事のイオナ・ニキチェンコは「フリッチェが『ユダヤ人とスラブ人は人間以下』と人種差別的中傷を行ったことで何百万人ものソ連人捕虜と民間人が殺されることになった」と主張し、有罪を求めたが、西側裁判官は全員それに否定的で「ゲッベルスの身代わりにされている」との見解を有していた。ニキチェンコは「あの軽蔑すべきシュトライヒャーとフリッチェは、後者がやや洗練されていることを除いて何の違いがあるのか。二人とも人種的憎悪を擁護したではないか」と食ってかかったが、西側裁判官たちの態度は変わらなかった。
1946年10月1日に判決が言い渡された。フリッチェの判決文は、「彼は侵略戦争を決定した諸会議に出席できるだけの地位になかった。実に首尾一貫している彼自身の証言によると、彼はヒトラーと会話を交わしたことさえなく、また彼が諸会議で下された決定を知っていたことを示す証拠は何もない」として第一起訴事項「侵略戦争の共同謀議」について無罪とし、また「フリッチェは時々彼の放送で宣伝的性格を帯びた強烈な声明をなしたと思われる。しかし裁判所はこれらの声明が征服した人民に対し、残虐行為を遂行するようドイツ国民を刺激する意図をもってなされたのだという決定を下す用意がない。したがって彼を告発された犯罪の関係者とする決定を下すこともできない。彼の目的は人民の感情をヒトラー並みにドイツの戦争努力支持のために喚起することにあった」として第3起訴事項「戦争犯罪」、第4起訴事項「人道に対する罪」でも無罪とした。
このフリッチェの無罪判決を聞いたゲーリングは隣のヘスに話しかけて「とにかくこんな小物は、この被告人席にいる我々と全く関係がなかったんだからな」とささやいた。
被告24人中、無罪判決はフリッチェを含めて3人だけであった（他の2人はフランツ・フォン・パーペンとヒャルマル・シャハト）。

### 晩年
その後、1947年には西ドイツの非ナチ化裁判にかけられ、「反ユダヤ主義煽動」「戦争後半の戦局に関する虚偽放送」の罪に問われ、労働奉仕9年の判決を受ける。1950年9月29日に釈放される。同年にヒルデガルト・シュプリンガーと再婚した。拘留中の1948年に回顧録『ハンス・フリッチェは語る』をチューリヒで出版している。1953年9月27日にケルンで癌により死去。彼の妻も同年自殺した。

## 人物

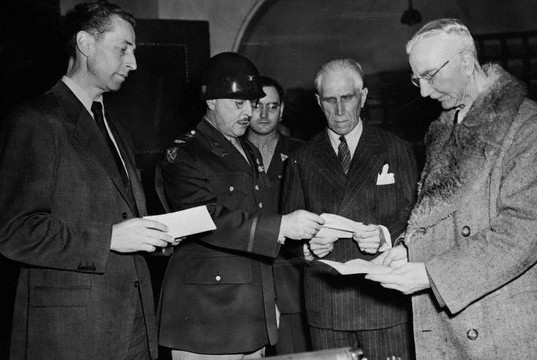
ニュルンベルク裁判で無罪判決を受けて釈放された三人。左からフリッチェ、刑務所長バートン・アンドラス大佐、パーペン、シャハト。

- ニュルンベルク刑務所付心理分析官グスタフ・ギルバート大尉が、開廷前に被告人全員に対して行ったウェクスラー・ベルビュー成人知能検査によると、フリッチェの知能指数は130であった[13]。
- ニュルンベルク裁判中のインタビューの中で反ユダヤ主義について次のように語った。「ドイツのユダヤ人ジャーナリストがナチスを激しく批判し、そのせいでナチスの公式の反ユダヤ主義が激化してしまった。歴史が証明した通り、そのジャーナリストたちは間違っていなかったが、彼らはナチスにとって不都合な、全く事実ではないデマも流布した。それがある意味で強い反ユダヤ主義と戦争の原因になってしまった。」「私はシュトライヒャーのような反ユダヤ主義者ではないが、新聞や劇場におけるユダヤ人の影響力には抵抗した。ユダヤ人の影響力を彼らの本来持つべき力、つまり人口比率と釣り合うようにすべきだという意見には賛成だった。しかし人種の相違だけで500万人も虐殺されたことが明らかになった今、私はその考えも180度変えた。これからはいかなる人種政策も全て虐殺を行うための理論的な土台になると言明したい。」[14]。
- 上司のゲッベルスについて次のように語った。「母はゲッベルスを嫌っていた。母が私のオフィスを訪ねてきた時、一回顔を合わせただけなのだが。ゲッベルスは母に対して親切で礼儀正しかったのに、なぜ母があれほどゲッベルスを嫌ったのか私には分からない。母はゲッベルスと会った後、私にゲッベルスとは手を切った方がいいと言った。」[15]。「ゲッベルスはユダヤ人にとてつもない憎悪を抱いていたが、ヒムラーほどではないだろう。ゲッベルスは当時は私にも他の人間にも隠していたが、500万人のユダヤ人虐殺のことを知っていただろう」[16]
- イギリス情報部によると、フリッツェは1950年代初頭、世俗的で自由市場志向の中道政党である自由民主党や保守政党に潜入し、政権への復帰の可能性を探り、彼らが内部から政党に影響を与え、権力を掌握できるようにしようとし、最終的にはナチスの復活を目指した元ナチス幹部ヴェルナー・ナウマンが結成した、ナウマン・サークル（英語版、ドイツ語版）の一員だった[17]。